# Гжимала (Свентокшиське воєводство)
Гжимала (пол. Grzymała) — село в Польщі, у гміні Тучемпи Буського повіту Свентокшиського воєводства.
Населення — 236 осіб (2011).
У 1975-1998 роках село належало до Келецького воєводства.

## Демографія
Демографічна структура на день 31 березня 2011 року:
|          | Загалом | Допрацездатний вік | Працездатний вік | Постпрацездатний вік |
| -------- | ------- | ------------------ | ---------------- | -------------------- |
| Чоловіки | 122     | 19                 | 89               | 14                   |
| Жінки    | 114     | 23                 | 58               | 33                   |
| Разом    | 236     | 42                 | 147              | 47                   |